# 1974年中国大陆
| 中国历史 / 中国历史年表 |
| 世紀： 19世纪中国 / 20世纪中国 / 21世纪中国 |
| 年代： 1940年代中国 / 1950年代中国大陆 / 1960年代中国大陆 / 1970年代中国大陆 / 1980年代中国大陆 / 1990年代中国大陆 / 2000年代中国大陆                         |
| 年份： 1970年中国大陆 / 1971年中国大陆 / 1972年中国大陆 / 1973年中国大陆 / 1974年中国大陆 / 1975年中国大陆 / 1976年中国大陆 / 1977年中国大陆 / 1978年中国大陆 |
| 纪年： 甲寅年（虎年）、中华人民共和国成立25周年 |

## 领导人
- 中共中央主席：毛泽东
- 国家主席：缺位
- 国务院总理：周恩来
- 全国人大常委会委员长：朱德
- 国家副主席：宋庆龄和董必武

## 大事記

### 1月
- 1月18日——江青、王洪文等發起「批林批孔運動」。
- 1月19日——西沙之战。
- 1月22日——提出在今后三五年内，从国外进口一批大型化肥、化纤和连续式钢板轧机等设备。这些设备在改革后陆续投产。
- 1月24日——江青等人召开批林批孔动员大会。

### 2月
- 2月7日：决定派团参加伊朗德黑兰第7届亚运会。
- 2月17日：新华社报道，胜利油田去年创年钻井进尺150105米的全国石油钻井最高纪录。
- 2月22日：毛泽东提出“三个世界”的理论。
- 2月24日：汉江丹江口水利枢纽初期工程建成。

### 3月
- 3月11日：陕西临潼农民发现秦始皇兵马俑。《解放军报》被变相停刊178天。
- 3月14日：苏联一架米-4武装侦察直升机越入中国新疆境内70多公里，被中国公安机关扣留审查。
- 3月23日：成昆铁路建成。
- 3月30日：地热发电站在河北怀涞建成。

### 4月
- 4月2日：中国第一艘二万五千吨级的浮船坞“黄山号”建成。
- 4月6日：邓小平出席联合国大会第六届特别会议
- 4月10日：中央对批林批孔运动作出决定
- 4月15日：第三十五届广交会开幕，规模为历届之最。中国与毛里求斯建交。
- 4月17日：毛澤東〈對鄧小平來信的批語〉：「前途是光明的，道路是曲折的，不可主觀片面。」[1]:374
- 4月20日：与加蓬共和国建交。
- 4月27日：卫生部、国家计划委员会、国家基本建设委员会、国防科学技术委员会联合发布《放射防护规定》。
- 4月：中國第一台医用电子感应加速器研制成功。

### 5月
- 5月15日：华北滨海地区又建立起一个新油田，大港油田。
- 5月18日：中央发出批林批孔的几个政策问题的通知
- 5月31日：与马来西亚建交

### 6月
- 6月7日 - 《孙子兵法》和《孙膑兵法》竹简出土
- 6月13日 - 江青树立革命典型小靳庄
- 6月14日 - 江青表示要揪现代大儒
- 6月29日，江西省交通局“赣忠”号客轮超载沉船，93人死亡。

### 8月
- 8月1日：中國第一艘鱼雷核潜艇命名为“长征一号”，正式编入海军战斗序列。
- 8月2日 - 第一批援藏教师奔赴西藏
- 8月4日 - 江青树立小靳庄为批林批孔新典型
- 8月15日 - 中国与巴西联邦共和国建交。
- 8月25日，湖南马回矿瓦斯爆炸，死亡29人，伤18人[2]。

### 9月
- 9月1日 - 与肯尼亚建交
- 9月12日：中國第一个5万吨级码头建成。
- 9月15日：黄河青铜峡水利枢纽建成。
- 9月29日：胜利油田建成。中共中央为贺龙恢复名誉。
- 9月30日：风庆轮事件。

### 10月
- 10月3日：中国最大竖井钻井研制成功。
- 10月4日：毛泽东提议邓小平任国务院第一副总理。
- 10月11日：毛泽东说：以安定为好，全党全军要团结
- 10月17日：四人帮在中央政治局会议上批判邓小平。
- 10月18日：王洪文到长沙向毛泽东告周恩来和中央其他领导的状，毛泽东反批评王洪文。

### 12月
- 12月14日：中国与冈比亚建交
- 12月19日：三门峡水电站建成
- 12月27日：大庆至秦皇岛输油管道建成。
- 12月31日：要求切实进行计划生育工作。

## 水灾
淮河流域沂、沭河，潍河及海河流域的徒骇、马颊河同时水灾，山东潍坊、临沂、德州和江苏徐州、淮阴水灾，133.3万hm2农田受灾，倒房88万间，死亡262人。陇海铁路一度中断。汉江上游9月大水，石泉、安康等沿江县受灾较重。浙、沪沿海风暴潮灾，钱塘江100多公里海塘被毁，上海市区部分工厂进水。